# Luka Beljanski
Luka Beljanski (31 agosto 1995) è un giocatore di football americano serbo, che gioca nel ruolo di defensive back per i Beograd Vukovi.